# Jean-Louis Bonnet
Pour les articles homonymes, voir Bonnet.
Jean-Louis Bonnet né à Beaune le 21 octobre 1754 et mort dans la même ville le 22 novembre 1840 est un sculpteur français.

## Biographie
Jean-Louis Bonnet est né à Beaune (Côte-d'Or) le 21 octobre 1754. Il est le fils du sculpteur Jean-Louis, dit Antoine Bonnet (1718-1790) et de Philiberte Monnet, sa femme.
Il travailla d'abord avec son père, puis, à l'âge de dix-huit ans, se rendit à Paris où il resta plusieurs années. De retour dans sa ville natale, il fonda, en 1784, une école de dessin dans les bâtiments du collège. Sous la Révolution, il fit partie de toutes les commissions d'art chargées d'organiser les fêtes républicaines. On lui attribue, à Beaune, le fronton de l'hôtel de ville, celui de l'ancienne salle de théâtre, la sculpture du pourtour du chœur de l'église Notre-Dame et, dans la même église, un Christ et un saint Michel. Il décora quelques-unes des maisons de la ville et sculpta des corbeilles de fleurs et de fruits pour l'ancienne abbaye de Maizières située dans les environs de Beaune.
Le musée des Beaux-Arts de Beaune conserve de lui un vase de fleurs, des panneaux décorés du bonnet phrygien et un médaillon représentant les Vendanges. Une table, dont il avait exécuté les sculptures, aurait été détruite dans l'incendie des Tuileries, sous la Commune. Il mourut à Beaune, le 22 novembre 1840.

## voir aussi